# Анђела Костић
Анђела Костић (Ужице, 17. мај 2002) је српска боксерка и тренутни шампион Србије.
Члан је бокс клуба 'My Gym Ивањица'. Тренерирају је Драган Мијаиловић и професор Владимир Бошковић.

## 2017
Свој први боксерски меч забележила је победом у оквиру 3. кола Регионалне лиге Боксерског савеза Шумадије.
Она је такође прва боксерка (SK MY GYM-а у Ивањици) која се такмичила и наступала на званичном мечу.
Победом над Анастасијом М. пласирала се у финале Појединачног Првенства Србије, где је изгубила од јуниорске првакиње југоисточне Србије Нине Стајковић
Четврто коло Шумадијске лиге отвара победом над Тамаром Кењић.

## 2018
На појединачном првенству Србије, победом над Наталијом Савић, осваја златну медаљу и постаје Шампион Србије у боксу. 
Самим тим постаје прва боксерка из Ивањице која је остварила такав успех на државном нивоу.